# Бозай (Туркестанская область)
Бозай (каз. Бозай) — село в Келесском районе Туркестанской области Казахстана. Административный центр Бозайского сельского округа. Находится примерно в 72 км к западу от районного центра, города Келес. Код КАТО — 515441100.

## Население
В 1999 году население села составляло 1024 человека (525 мужчин и 499 женщин). По данным переписи 2009 года, в селе проживал 1431 человек (742 мужчины и 689 женщин).